# Fergus Hall
Fergus Hall es un artista escocés nacido en Paisley en 1947, y ha exhibido sus obras en la Portal Gallery de Londres. Su trabajo más conocido es la baraja de tarot que aparece en la película de James Bond Vive y deja morir (1973).
Durante los 70, mientras preparaba la baraja de tarot, trabajó también como profesor en un instituto de Paisley. Desde finales de esa década fue profesor de arte en el instituto Trinity de Renfrew. Desde al menos 2006 vive en el monasterio tibetano escocés Kagyu Samyé Ling, fundado en 1967, donde también pasó parte de su vida uno de los percusionistas de King Crimson, Jamie Muir.
Hall es, asimismo, músico: toca la guitarra, el laúd y la gaita.

## Obras

### El Tarot de Hall
El Tarot creado por Hall se puso a la venta en 1973 como La baraja de Tarot de James Bond 007. Desde 1982 se comercializa como Tarot de las brujas. El estilo heterodoxo de este Tarot, con influencia de la pintura surrealista y la psicodelia, y su conexión con James Bond lo han convertido en uno de los Tarot más discutidos y populares del siglo XX.

### Otras obras
- Su libro para niños Groundsel, publicado en la editorial Jonathan Cape en 1982, ganó el premio al mejor libro de imágenes que se otorga en Japón..

- Dos de sus dibujos, adquiridos por Robert Fripp a mediados de los 70, aparecen en la portada y contraportada del disco doble A Young Person's Guide to King Crimson (1975),  recopilatorio de King Crimson.[7]